# 紹介 (医療)
紹介（しょうかい）とは、医療機関が自施設を受診した患者の診療を他の医療機関に依頼すること。
多くの場合、プライマリケア医からセカンダリケア医などに依頼される。

## 概要
医師が患者を診察した結果、他の医療機関の医師による診療が必要と判断した場合には、患者に勧めて他医を受診してもらうことに同意を得られれば、診療情報提供書（紹介状）を作成して先方へ自らの診療によって得た情報を提供し、診療を依頼することになる（同じ病院内で他科の医師の診察（兼科）を求めるのは単に依頼とも言う）。

## 紹介が必要となる例
紹介が必要になるパターンは様々で
- 初診医の専門外の疾患が疑われる場合
- 診療中の医療機関ではできない、より高度な医療行為が必要なとき
- 継続的なフォローアップなど、地元の医療機関の方が通院に適切な場合（しばしば、その患者の紹介元であった医療機関へ再び紹介するという形で行われ、逆紹介と称される）
- セカンド・オピニオンを求める場合

などが挙げられる。

## 紹介の位置付け
治療の経過などを書面にまとめ、紹介することは診療行為の一環と見なせる。医師は診療を求められた場合に断ることができないという応召義務が定められているが、まったく手に負えない場合でも紹介という行為が可能であり、また必須であると言える。
また、近年総合病院の中には、特定の科においていわゆる初診を行わず、かかりつけ医からの紹介のみ受け付けることで専門的医療を提供するようになっている事例もある。これは、患者の不必要な集中を防ぐという点で一定の効果を挙げているといえる。

## 患者紹介ビジネス
民間業者が、有料老人ホームの入居者などを患者として医療機関に紹介し、仲介料金を徴収する例がある。この際、医師が診療報酬から業者に紹介料を支払うなどするケースも多く、報道機関が「患者紹介ビジネス」と名付け問題視している。
厚生労働省は、患者紹介ビジネスの存在により、患者が自由に医療機関を選べないことによって、過剰診療に結び付きやすいとして、2014年度から省令を改正し、患者紹介ビジネスを禁止する方針を決めている。